# Epiblastus pulchellus
Lan dạ bích đẹp (danh pháp hai phần: Epiblastus pulchellus) là một loài thực vật có hoa trong họ Lan (Orchidaceae). Loài này được Schltr. mô tả khoa học đầu tiên năm 1911.